# Puducherry
Puducherry (tên cũ Pondicherryⓘ; tiếng Tamil: புதுச்சேரி or பாண்டிச்சேரி, tiếng Telugu: పాండిచెర్రి, tiếng Malayalam: പുതുശ്ശേരി, tiếng Pháp: Pondichéry) là một lãnh thổ trực thuộc liên bang (Union Territory) của Ấn Độ. Đây là một vùng thuộc địa cũ của Pháp, bao gồm bốn vùng quận không kề nhau, hay các quận, và được đặt tên theo vùng cao nhất Pondicherry.
Vào tháng 12 năm 2006, vùng này đổi tên chính thức từ Pondicherry thành tên gốc tiếng địa phương, Puducherry, có nghĩa là Làng Mới Nó còn được biết đến với tên La Côte d'Azur de l'Est (Côte d'Azur của phương Đông) trong tiếng Pháp.